# Eulophia buettneri
Eulophia buettneri är en orkidéart som först beskrevs av Friedrich Fritz Wilhelm Ludwig Kraenzlin, och fick sitt nu gällande namn av Victor Samuel Summerhayes. Eulophia buettneri ingår i släktet Eulophia och familjen orkidéer. Inga underarter finns listade i Catalogue of Life.